# Pachino
Pachino er en italiensk by (og kommune) i regionen Sicilien i Italien, med omkring 21.714(2023) indbyggere.  